# Булдогова летяща лисица
Булдоговата летяща лисица (Pteropus molossinus) е вид бозайник от семейство Плодоядни прилепи (Pteropodidae). Видът е световно застрашен, със статут уязвим.

## Разпространение
Разпространен е в Микронезия.